# Тереса
„Тереса“ (на испански: Teresa) е мексиканска теленовела от 1959 г., създадена от Мими Бечелани, режисирана от Рафаел Банкелс и продуцирана от Colgate-Palmolive в сътрудничество с Telesistema Mexicano. Теленовелата потвърждава позицията на Мексико в производството на теленовели. Тереса получава високи рейтинги, надминавайки предшествениците си.
Участие вземат актьорите Марикрус Оливие, Луис Беристайн, Беатрис Агире, Алисия Монтоя, Хосе Луис Хименес.

## Сюжет
Това е историята за едно красиво и интелигентно момиче, което току-що е влязло в университета и хлътва по Мануел, млад богаташ, с когото стават годеници. Тереса, малко по-късно, разбира, че Мануел няма никакво намерение да се ожени за нея, защото я е приемал за своя любовница. След тази подла постъпка, Тереса решава да потисне чувствата си. След дълго обмисляне, тя решава да потърси преподавателя си, Ектор де ла Барера, който ѝ е предложил да я подслони, а тя ще прави компания на сестра му Луиса, и ще може свободно да използва неговата библиотека, подготвяйки се за изпитите. Тереса се възползва от дадената възможност, защото усеща, че преподавателят ѝ може да ѝ помогне в изкачването по социалната стълба. Междувременно, тя поддържа близки отношения с Марио, скромен шофьор на такси, който учи медицина, но не го приема сериозно, защото е беден. В къщата на де ла Барера, често идва на гости Хосе Антонио, млад богаташ, който е годеник на Луиса. Научавайки, че е богат, Тереса започва да се интересува от него. Ектор де ла Барера се притеснява от поведението на Тереса, която се опитва да го убеди, че е влюбена в него. Заради тази си постъпка, Тереса е изгонена, но скоро след това си намира апартамент. Тя продължава да се вижда с Хосе Антонио, който се влюбва в нея, и вярва, че и тя го обича. Той признава на Луиса, че обича другата, и тя разваля годежа си с него. Хосе Антонио представя Тереса на своята майка, доня Еулалия. Тереса я лъже, че родителите ѝ са в Европа. Истината, обаче, е друга – момичето винаги се е срамувала и е презирала родителите си, защото са бедни хора. На празненство по случай бъдещата им сватба, доня Еулалия разкрива лъжите на Тереса, като представя нейната майка. Хосе Антонио заварва Марио в апартамента на годеницата си, след което разваля годежа. Съкрушена, Тереса отива да иска прошка от Луиса, но не я получава. Знаеки, че има още една възможност за добър живот, Тереса отива в лекарския кабинет на Марио, като му предлага да се оженят, но той отказва, понеже вече е женен. Останала без възможности, тя се връща в дома на родителите си, но е изгонена и от там. Накрая, Тереса свършва сама, презирана от всички.

## Актьори
- Марикрус Оливие – Тереса Мартинес
- Алдо Монти – Марио Васкес
- Антонио Браво – Ектор де ла Барера
- Луис Баристайн – Хосе Антонио Мейер
- Беатрис Агире – Луиса де ла Барера
- Грасиела Дьоринг – Аурора Фералде
- Алисия Монтоя – Хосефина де Мартинес
- Хосе Луис Хименес – Армандо Мартинес
- Маруха Грифел – Кръстницата на Тереса
- Андреа Лопес – Монсерат Хил
- Фани Шилер – Еулалия взовица де Мейер
- Антонио Раксел – Мануел
- Анхелинес Фернандес – Есмералда
- Енрике Куто
- Гийермо Ривас

## Премиера
Премиерата на Тереса е на 9 юни 1959 г. по Foro TV. Последният 50. епизод е излъчен на 20 юли 1959 г.

## Версии
Телевизия
- През 1965 г. е направена бразилска адаптация на теленовелата, с участието на Хеорхия Комиде и Валмор Чагас.
- През 1967 г. е създадена мексиканската адаптацията El cuarto mandamiento, продуцирна от Валентин Пимщейн, с участието на Питука де Форонда и Гийрмо Сетина.
- През 1989 г. Луси Ороско продуцира мексиканската адаптация Тереса, с участието на Салма Хайек и Рафаел Рохас.
- През 2010 г. Хосе Алберто Кастро продуцира мексиканската адаптация Тереса, с участието на Анжелик Бойер, Аарон Диас и Себастиан Рули.

Кино
- През 1961 г. е адаптирана историята на Мими Бечелани от сценариста Едмундо Балус за голям екран. В главната роля е Марикрус Оливиер, а лентата е режисирана от Алфредо Б. Кревена.